# Coliseo Mariscal Cáceres
El Coliseo Mariscal Cáceres es un recinto techado multipropósito, construido a finales de la década de 1980 y principios de la década de 1990, principalmente para el voleibol y baloncesto. Está ubicado en el distrito de Chorrillos en la ciudad de Lima, Perú. Tiene capacidad para 7000 personas sentadas[cita requerida] y suele ser sede de distintas actividades como partidos de voleibol, showbol, concursos deportivos, circos, entre otros. Actualmente pertenece al Ejército del Perú y forma parte de las instalaciones de la Escuela Militar de Chorrillos.
Este coliseo fue sede en los Juegos Panamericanos "Lima 2019" de la disciplina de Levantamiento de Pesas y Fisicoculturismo.